# Schloss Erlhammer

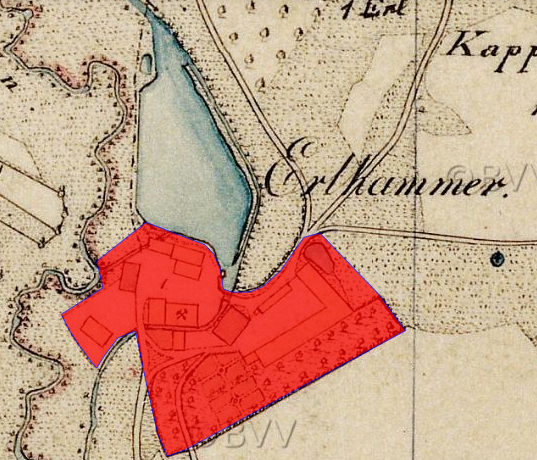
Lageplan von Schloss Erlhammer auf dem Urkataster von Bayern

Das denkmalgeschützte Schloss Erlhammer liegt im gleichnamigen Weiler in der Oberpfälzer Gemeinde Reuth bei Erbendorf im Landkreis Tirschenreuth (Erlhammer 1) und ist unter der Aktennummer D-3-77-149-7 als Baudenkmal verzeichnet. „Archäologische Befunde im Bereich des ehem. Hammerschlosses Erlhammer, darunter Spuren von Vorgängerbauten bzw. älteren Bauphasen sowie des zugehörigen spätmittelalterlichen und frühneuzeitlichen Eisenhammers“ werden zudem als Bodendenkmal unter der Aktennummer D-3-6138-0146 geführt.

## Geschichte
Das im 16. Jahrhundert errichtete Hammerschloss gehörte zu dem böhmischen Lehen Reuth und hatte bis in das 19. Jahrhundert dieselben Besitzer. Noch 1415 war der zu Reuth gezogene Erlhammer eine Pertinenz von Thumsenreuth und Hanns der Tuschel war Hammermeister. Am 17. Januar 1492 wurde Georg von Trautenberg in Eger mit Reuth belehnt. Er war bis 1523 Inhaber von Reuth, ihm folgte bis 1540 sein Sohn Erhard nach. Danach folgten 1550 Heinrich von Trautenberg († 1585) und Wolf Christoph von Trautenberg († 1570). 1572 saß auf dem Erlhammer Niklas Ambschler als Hammermeister. Mit späteren Nachfolgern auf dem Hammer, den Gebrüdern Bauer, entstanden Differenzen, die erst 1653 geschlichtet wurden. Mit einer hohen Schuldenlast folgte sein gleichnamiger Sohn Wolf Christoph, der am 30. August 1585 von Kaiser Rudolf II. belehnt wurde († 1597). Bei dem nachfolgenden Gantprozess erwarb Georg Friedrich Unruher, verheiratet mit der Witwe des Wolf Christoph von Trautenberg Anna Barbara, geborene von Brand, 1602 das Gut Reuth. Die Tochter Anna Barbara des Georg Friedrich Unruher verlobte sich 1618 mit Hans Adam von Sparneck auf Trausnitz im Tal und nach dem Tod des Unruher erfolgte 1629 der Übergang an den Sparnecker.
Laut einem Bericht vom 16. Januar 1666 über den Stand des Bergbau- und Hammerwesens in der Oberpfalz wurde ein Niedergang der Hammerwerke wegen eines Mangels an gutem Eisenerz festgestellt. Sogar die Schmelzrückstände mussten teilweise neu aufgearbeitet werden, auch gab es Probleme mit der Holzlieferung. In dem Bericht des Johann German Barbing an den Kurfürst Ferdinand Maria vom 16. Januar 1666 heißt es dazu: „Erlhammer. Item ein Hammer, welcher von Hans Paur bewohnt wird, ist gangbar; sonst aber den Sparnek’schen Erben zu Reuth mit der nieder Gerichtsbarkeit unterworfen. Wird bloß ‚Süntter‘ verschmiedet.“
1747 wurde Johann Franz Wenzel Graf von Kaiserstein und 1761 sein Sohn Anton Graf von Kaiserstein von Kaiserin Maria Theresia als Inhaberin der Krone Böhmens mit Reuth belehnt. Nach dem Heimfall an die Krone Böhmens erfolgte die Belehnung von Graf Leopold von Kolowrat. Am 17. März 1772 kam das Gut durch Kauf an den Generalmajor Johann Georg Heinrich Philipp Freiherr von Reitzenstein, der das Gut wegen seines hohen Alters an seinen Sohn Ernst Karl übergab, dieser wurde aber erst am 11. April 1795 durch Kaiser Franz II. damit belehnt. Nach dem Friedensschluss von Preßburg am 26. Dezember 1805 wurden alle böhmischen Lehen in der Oberpfalz aufgegeben und im Königreich Bayern als Mannlehen einverleibt. Ernst Karl Freiherr von Reitzenstein wurde mit Reuth belehnt. 1840 wurde Albert Freiherr von Reitzenstein, königlich bayerischer Kämmerer und Appelationsgerichtsrat, als ältester von vier Brüdern am 20. August 1841 durch König Ludwig I. mit dem nun bayerischen Mannlehen belehnt. Das Hammergut Erlhammer wurde 1865 „zertrümmert“ und kam in bäuerliche Hände.
1814 erfolgte in Reuth die Bildung eines Patrimonialgerichts II. Klasse. 1848 fand die Überleitung in die staatliche Organisationsform statt und 1849 die Eingliederung in das Landgericht Erbendorf.

## Schloss Erlhammer heute
Das ehemalige Hammerschloss ist ein hoch aufragender zweigeschossiger und verputzter Massivbau mit einem Halbwalmdach und Gauben. Er hat ein hohes Sockelgeschoss und Granitlaibungen. Das Gebäude ist im Kern spätmittelalterlich, wurde aber in der Barockzeit umgebaut; der Dachstuhl wurde aufgrund dendrochronologischer Untersuchungen auf das Jahr 1796/97 bestimmt.
Zu dem Anwesen gehört ein Stall- und Remisentrakt, ein eingeschossiger, verputzter Massivbau mit Halbwalmdach aus der Zeit um 1813/14; danach erfolgte eine Verlängerung nach Osten und 1839/40 ein Gewölbeeinbau.
Michael Lang erwarb 1865 eine kleine Bildstockkapelle bei dem Erlhammer. Er ließ sie hinter einem Stadel am Weg nach Letten wieder aufrichten, wo sie heute noch steht, von zwei Kastanienbäumen beschattet. Das schmiedeeiserne Gitter, mit dem sie verschlossen ist, ist eines der wenigen noch erhaltenen Erzeugnisse aus der Hammerwerkstätte auf dem Erlhammer.